# Château de Launay (Eure)
Pour les articles homonymes, voir Château de Launay.
Le château de Launay est une demeure datant du XVIIIe siècle, qui se dresse sur le territoire de la commune française de Saint-Georges-du-Vièvre dans le département de l'Eure, en région Normandie.
Le château est partiellement protégé au titre des monuments historiques.

## Localisation
Le château de Launay est situé, à 1,2 km au sud-est de l'église Saint-Georges, sur la commune de Saint-Georges-du-Vièvre, dans le département français de l'Eure.

## Historique
Le château est construit vers 1735 par la famille Le Sens de Folleville.

## Description
La demeure est un bon exemple de l'architecture Louis XV. Les dépendances qui sont plus anciennes comprennent notamment un colombier seigneurial à pans de bois qui porte les armes d'Isaac Le Sens (début du XVIe siècle).

## Protection
Au titre des monuments historiques, :
- les bâtiments du château y compris les ailes en retour y attenant et les communs Sud ; le pigeonnier ; le bâtiment des communs Nord symétrique au bâtiment des communs Sud, sont classés par arrêté du 23 octobre 1964 ;
- les sols et plantations des jardins, de la cour d'honneur, de l'avant-cour et du potager, y compris les murs, la grille, le saut-de-loup, les statues ; les sols de la cour et mare ; les façades et toitures de la maison du fermier, de la bergerie et de la charretterie ; la grange et bâtiment du pressoir, y compris le tour à piler sont inscrits par arrêté du 22 avril 1991.

### Site naturel
- Les jardins et le parc du château de Launay et leurs abords sont site classé par arrêté du 7 octobre 1964[4].
- Les abords du château de Launay sont site inscrit par arrêté du 1er septembre 1993[5].